# (137108) 1999 AN10
A (137108) 1999 AN10 egy földközeli kisbolygó. A LINEAR projekt keretében fedezték fel 1999. január 13-án.